# Гросензебах
Гросензебах (њем. Großenseebach) општина је у њемачкој савезној држави Баварска. Једно је од 25 општинских средишта округа Ерланген-Хехштат. Према процјени из 2010. у општини је живјело 2.383 становника. Посједује регионалну шифру (AGS) 9572127.

## Географски и демографски подаци
Гросензебах се налази у савезној држави Баварска у округу Ерланген-Хехштат. Општина се налази на надморској висини од 296 метара. Површина општине износи 7,2 km². У самом мјесту је, према процјени из 2010. године, живјело 2.383 становника. Просјечна густина становништва износи 331 становника/km².